# أجني جروديت
أجني جروديت (مواليد 9 يوليو 1986) هي ممثلة ومقدمة برامج ليتوانية، شاركت في المسلسل الأوكراني المتشمم والفيلم الروسي طاقم الرحلة.

## روابط خارجية
- أغني غروديت على موقع IMDb (الإنجليزية)